# Teresa Lago

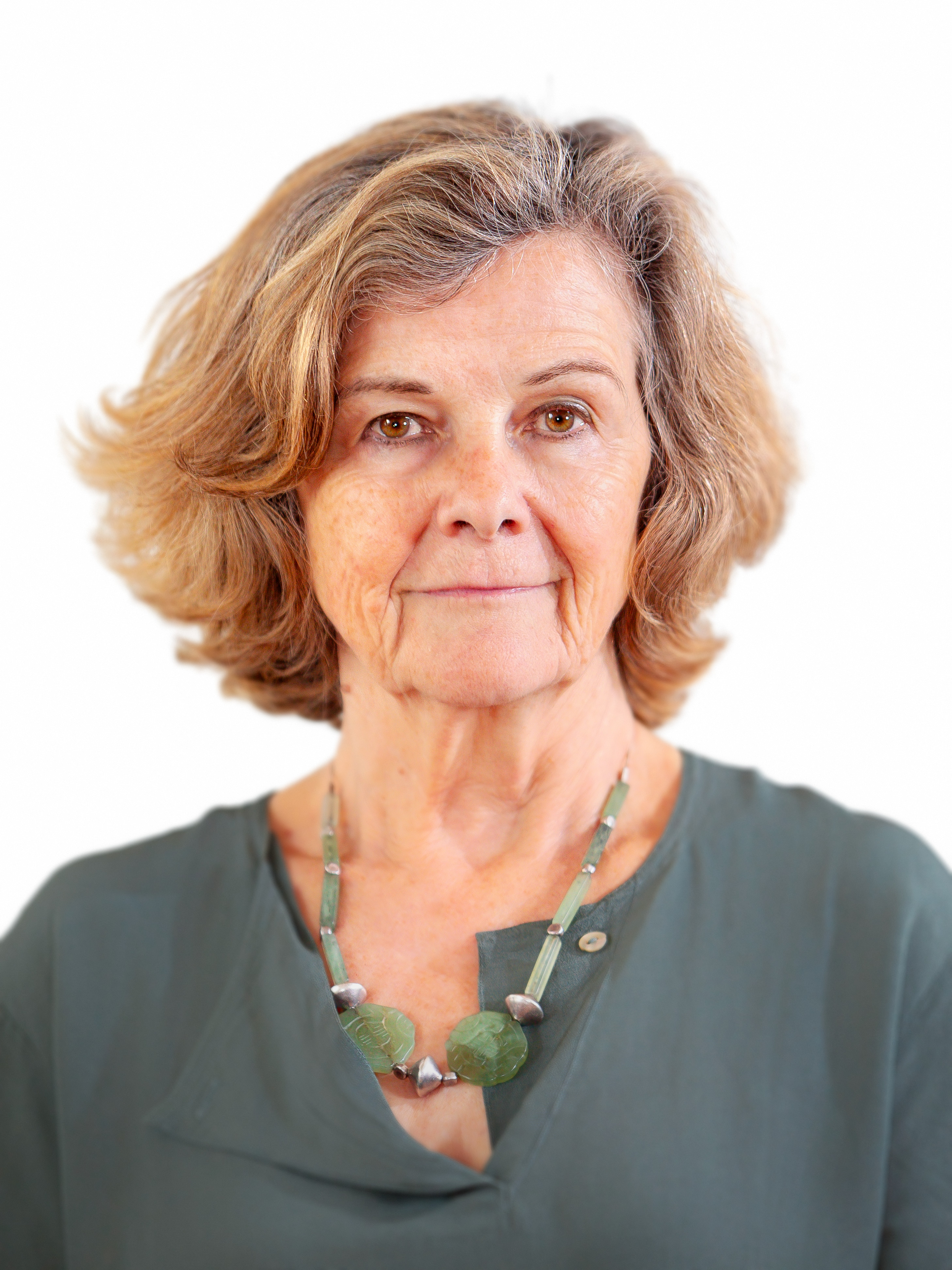
Teresa Lago (2018)

Maria Teresa Vaz Torrão Lago (* 18. Januar 1947 in Lissabon) ist eine portugiesische Astronomin.

## Leben
Teresa Lago wurde 1947 in Lissabon geboren und lebte von 1948 bis 1965 in Angola. 1971 machte sie ihren ersten Abschluss an der Universität Porto. Anschließend studierte sie an der University of Sussex, wo sie 1975 den Master of Science erhielt und 1979 in Astronomie promoviert wurde. 
Sie wurde Professorin an der naturwissenschaftlichen Fakultät der Universität Porto und wurde 1988 Gründerin und erste Direktorin des Zentrums für Astrophysik an der Universität Porto (Centro de Astrofísica da Universidade do Porto), was sie bis 2006 blieb.
Teresa Lago ist auf nationaler und internationaler Ebene wissenschaftspolitisch tätig und gehörte diversen Gremien wie dem Space Science Advisory Committee der ESA oder dem ESO Council an. 2006 war sie eines der Gründungsmitglieder des Europäischen Forschungsrates. Sie engagierte sich für ein Kooperationsabkommen Portugals mit der ESO, das 1990 geschlossen wurde und 2000 in den Beitritt des Landes zur ESO mündete. Von 2018 bis 2021 war sie Generalsekretärin der Internationalen Astronomischen Union.
In ihrer Forschung beschäftigte sich Teresa Lago hauptsächlich mit Sternentstehung, T-Tauri-Sternen und jungen Sternhaufen.